# Inktwisser

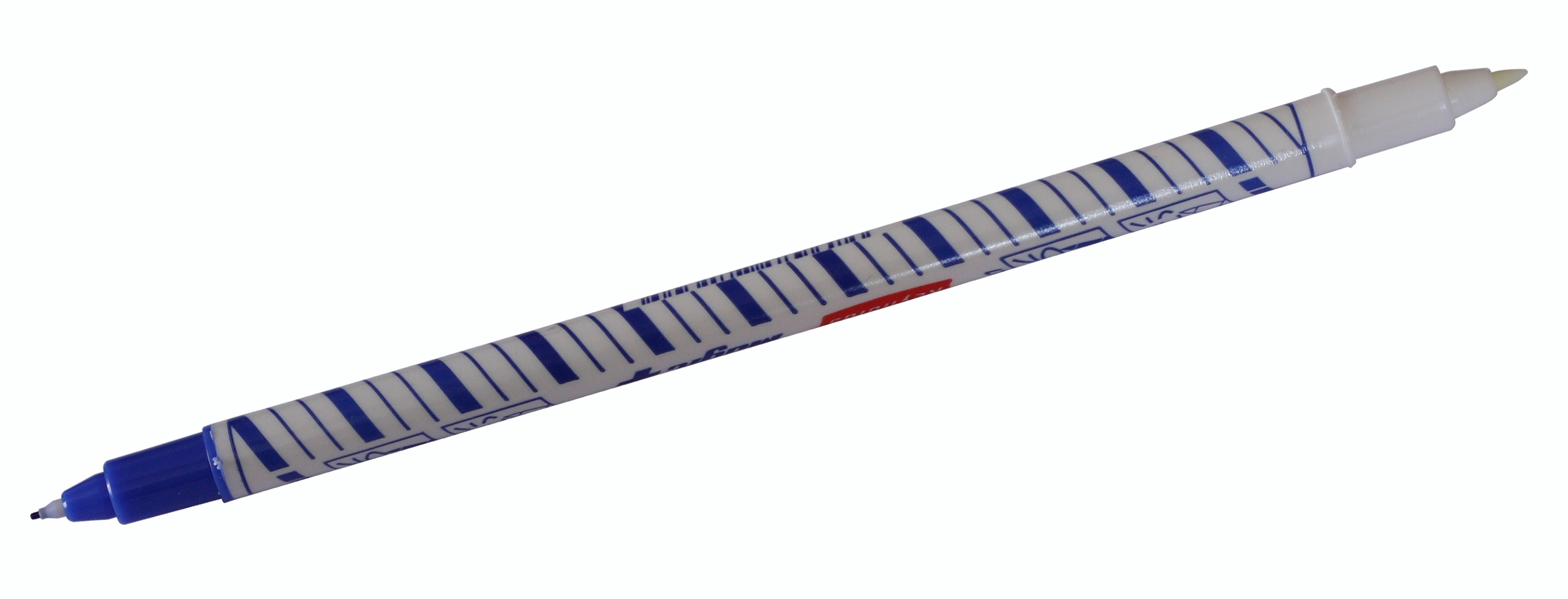
Inktwisser met correctiestift.

Een inktwisser is een viltstift waar inkt mee wordt uitgeveegd. Een inktwisser bestaat doorgaans uit twee delen. De ene punt bevat een chemische substantie die de kleurstoffen van inkt verwijdert. Aan het andere uiteinde zit veelal een correctiestift waar over uitgewiste tekst mee heen kan worden geschreven.